# 小野駅 (長野県)
小野駅（おのえき）は、長野県上伊那郡辰野町大字小野にある、東日本旅客鉄道（JR東日本）中央本線（辰野支線）の駅である。

## 歴史
- 1906年（明治39年）6月11日：鉄道院中央本線 岡谷 - 塩尻間開通と同時に開業[1][2]。旅客および貨物の取り扱いを開始[2]。
- 1949年（昭和24年）6月1日：日本国有鉄道に移管[3]。
- 1982年（昭和57年）10月31日：貨物の取り扱いを廃止[4]。
- 1984年（昭和59年）
  - 2月1日：荷物の扱いを廃止[2]。
  - 3月21日：業務委託駅となる[5]。
- 1987年（昭和62年）4月1日：国鉄分割民営化により、JR東日本の駅となる[2][6]。
- 2005年（平成17年）：駅構内のトイレを辰野町に無償譲渡[7]。
- 2006年（平成18年）6月11日：開業100周年記念式典が開かれる。臨時列車「くりちゃん号」が岡谷 - 塩尻間で運転された。
- 2014年（平成26年）4月1日：東京近郊区間に編入される[8]。
- 2018年（平成30年）9月1日：辰野駅の業務委託化に伴い、管理駅業務が塩尻駅に移管される。

## 駅構造
相対式ホーム2面2線を有する地上駅である。かつては単式・島式混合の2面3線であったが、旧3番線のレールは南側半分が剥がされていて、保線車両の留置線となっている。
塩尻駅管理の簡易委託駅である。2014年（平成26年）4月1日より東京近郊区間に編入され、Suicaなど交通系IC乗車券が岡谷駅と塩尻駅は導入されているのに対し、川岸 - 辰野 - 信濃川島 - 当駅の旧線区間は引き続きエリア対象外となっている。冬季は駅舎内の待合室にストーブが設置されるが、窓口の営業時間は日中時間帯のみのため、この待合室も営業時間外は閉鎖される。
現在、駅舎と道の駅（国道153号）を併せ、構造を2階建てにする計画が発表されているが、今の所、計画のみで、実現されていない。

### のりば
| 番線 | 路線      | 方向 | 行先     |
| ---- | --------- | ---- | -------- |
| 1    | ■中央本線 | 下り | 塩尻方面 |
| 2    | ■中央本線 | 上り | 辰野方面 |

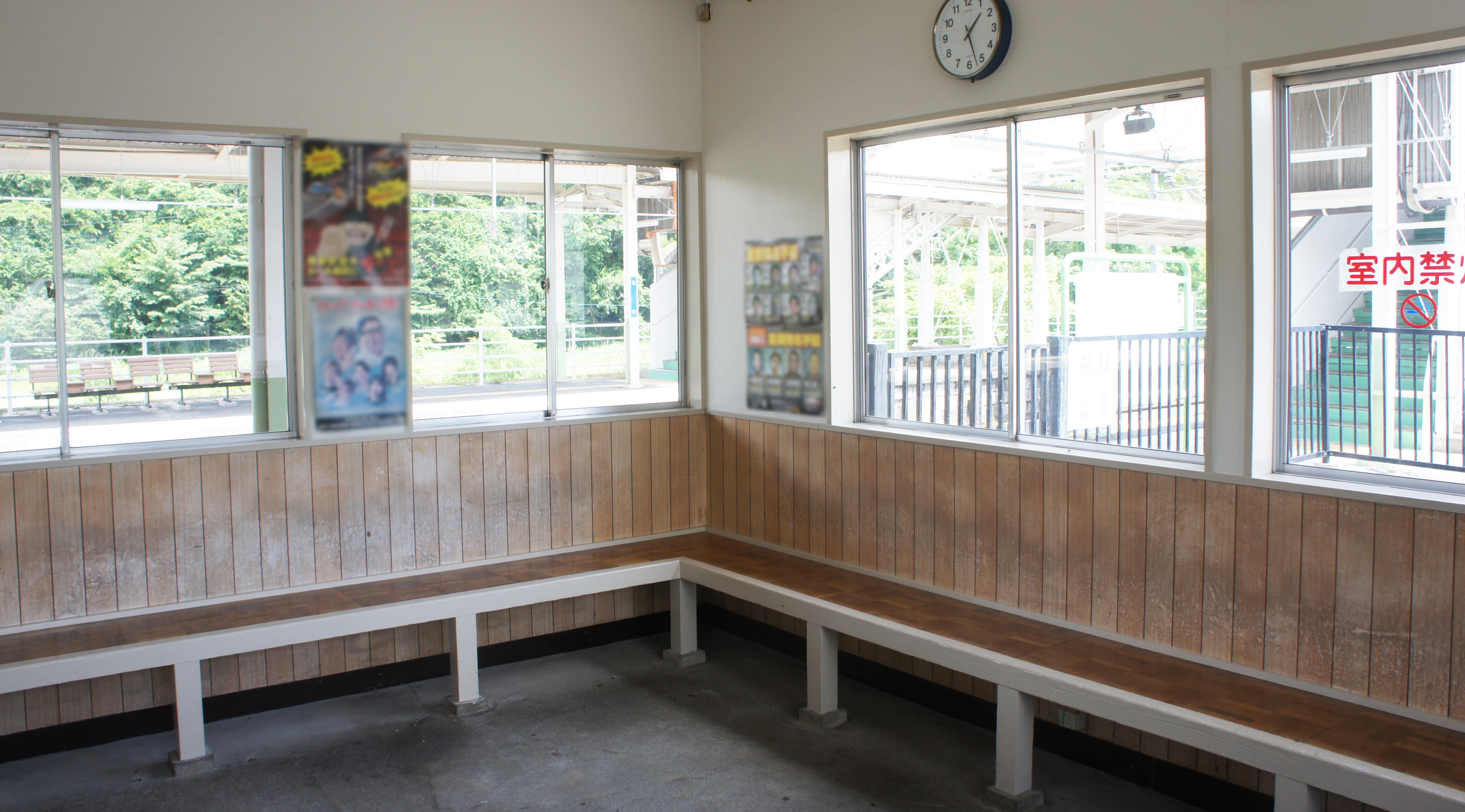
待合室（2021年7月）
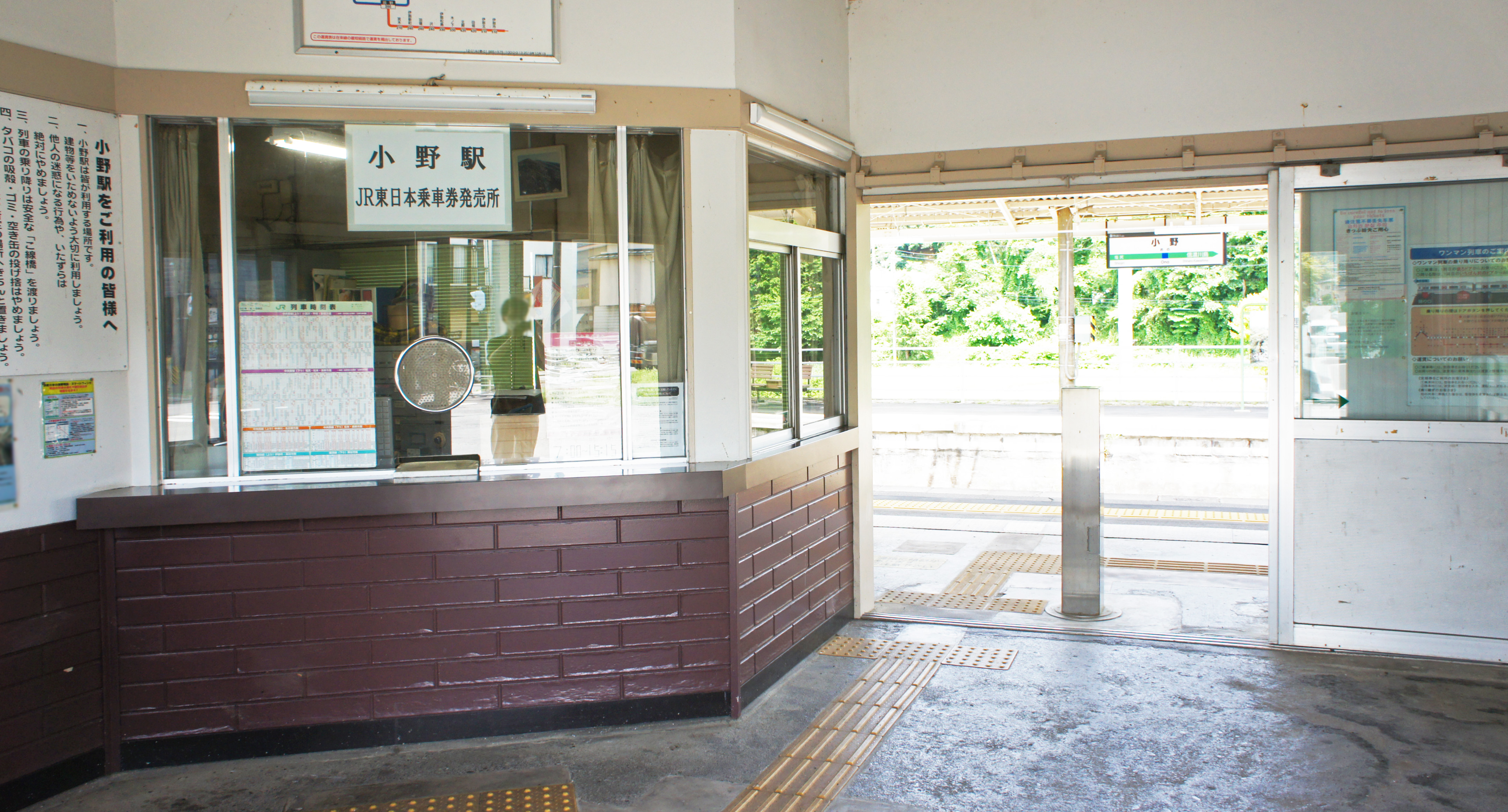
改札口（2021年7月）
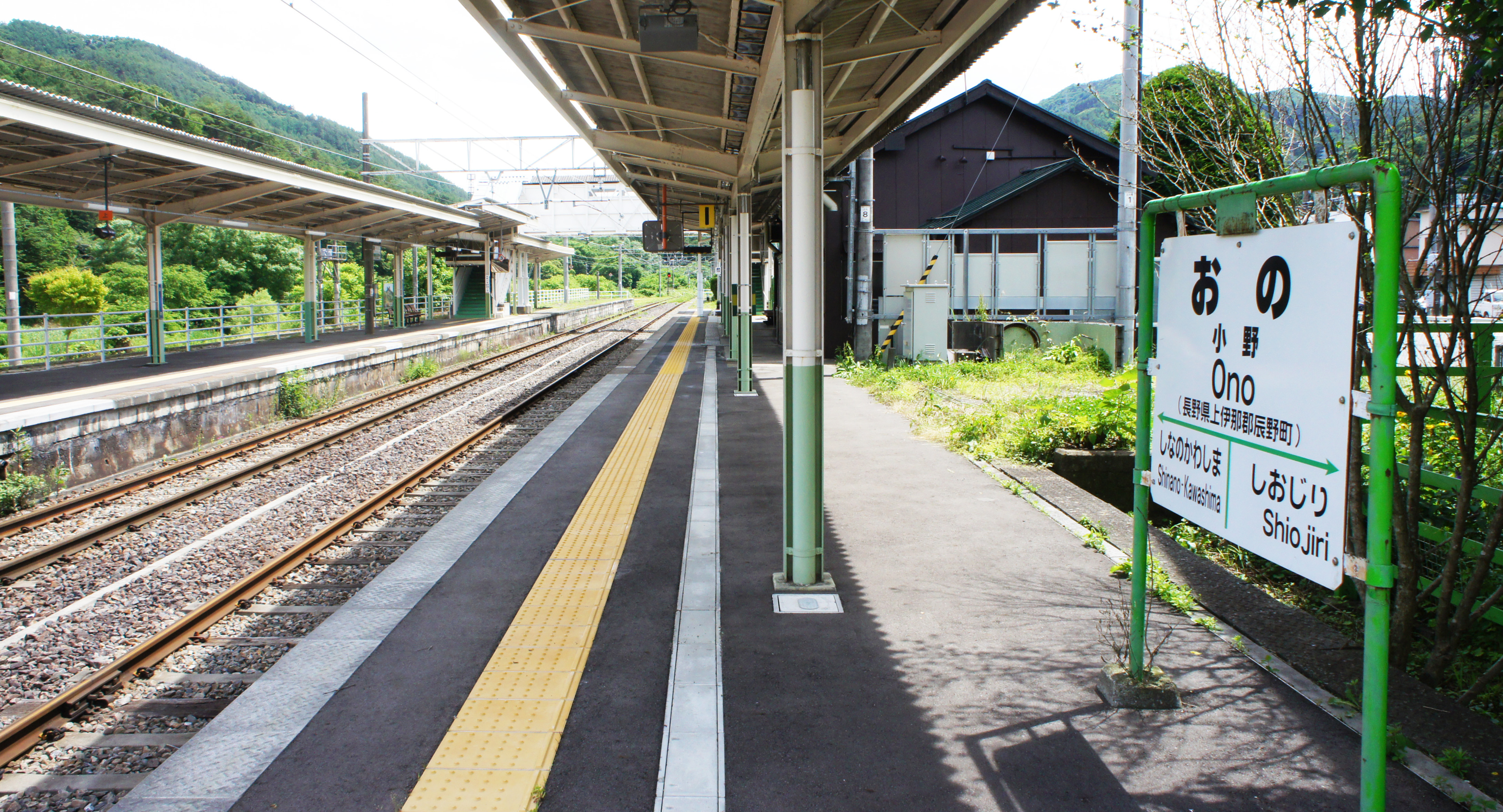
ホーム（2021年7月）

## 利用状況
JR東日本によると、2023年度（令和5年度）の1日平均乗車人員は105人である。
2000年度（平成12年度）以降の推移は以下のとおりである。
| 1日平均乗車人員推移 | 1日平均乗車人員推移 | 1日平均乗車人員推移 | 1日平均乗車人員推移 | 1日平均乗車人員推移 |
| 年度                | 定期外              | 定期                | 合計                | 出典                |
| ------------------- | ------------------- | ------------------- | ------------------- | ------------------- |
| 2000年（平成12年）  |                     |                     | 282                 | [ 利用客数 2 ]      |
| 2001年（平成13年）  |                     |                     | 256                 | [ 利用客数 3 ]      |
| 2002年（平成14年）  |                     |                     | 236                 | [ 利用客数 4 ]      |
| 2003年（平成15年）  |                     |                     | 223                 | [ 利用客数 5 ]      |
| 2004年（平成16年）  |                     |                     | 212                 | [ 利用客数 6 ]      |
| 2005年（平成17年）  |                     |                     | 209                 | [ 利用客数 7 ]      |
| 2006年（平成18年）  |                     |                     | 196                 | [ 利用客数 8 ]      |
| 2007年（平成19年）  |                     |                     | 202                 | [ 利用客数 9 ]      |
| 2008年（平成20年）  |                     |                     | 205                 | [ 利用客数 10 ]     |
| 2009年（平成21年）  |                     |                     | 193                 | [ 利用客数 11 ]     |
| 2010年（平成22年）  |                     |                     | 186                 | [ 利用客数 12 ]     |
| 2011年（平成23年）  |                     |                     | 183                 | [ 利用客数 13 ]     |
| 2012年（平成24年）  | 40                  | 135                 | 175                 | [ 利用客数 14 ]     |
| 2013年（平成25年）  | 36                  | 130                 | 166                 | [ 利用客数 15 ]     |
| 2014年（平成26年）  | 32                  | 128                 | 160                 | [ 利用客数 16 ]     |
| 2015年（平成27年）  | 31                  | 126                 | 158                 | [ 利用客数 17 ]     |
| 2016年（平成28年）  | 30                  | 124                 | 155                 | [ 利用客数 18 ]     |
| 2017年（平成29年）  | 32                  | 111                 | 143                 | [ 利用客数 19 ]     |
| 2018年（平成30年）  | 26                  | 105                 | 131                 | [ 利用客数 20 ]     |
| 2019年（令和元年）  | 22                  | 101                 | 124                 | [ 利用客数 21 ]     |
| 2020年（令和02年）  | 14                  | 84                  | 98                  | [ 利用客数 22 ]     |
| 2021年（令和03年）  | 14                  | 75                  | 89                  | [ 利用客数 23 ]     |
| 2022年（令和04年）  | 14                  | 79                  | 94                  | [ 利用客数 24 ]     |
| 2023年（令和05年）  | 19                  | 85                  | 105                 | [ 利用客数 1 ]      |

## 駅周辺
駅舎は天竜川水系小野川の右岸（西岸）にある。駅周辺では多数の小川が小野川に合流している。
駅周辺はかつての宿場町小野宿であり、現在も宿場町の面影が残る。三河国へ向かう三州街道の宿場町として知られるが、江戸時代初期までは中山道も小野宿経由で下諏訪宿（今の下諏訪駅付近）から贄川宿（今の贄川駅付近）に抜けており、2街道が交わる交通の要衝となっていた。小野宿の前後の峠がきついことからルートの見直しが行われ、諏訪から贄川にかけては北側に迂回し塩尻宿や洗馬宿を経由するものに改められ小野は経由地から外れた。江戸時代の小野宿は戦の結果、北半分を松本藩、南半分を飯田藩が管理した。この名残で塩尻市と辰野町の境界は駅のすぐ北にある小野川支流の唐沢川を境としており、地形的に分水嶺のような場所とはなっていない。天竜川水系と信濃川水系の分水嶺はこの先北に1 kmほどのところにある善知鳥峠となるが、峠周辺は塩尻市の区域となっている。
駅の東側には川が流れており、その奥には山が広がっている。塩尻市北小野地区も近く、「両小野」と呼ばれる地域である。
- 国道153号[1]
- しだれ栗森林公園[1]
- 小野神社 - 信濃国二宮。「御柱祭」が諏訪大社の御柱祭の1年後（卯年と酉年）に行われる。
- 古田晁記念館[1]
- 三州街道小野宿
- 矢彦神社[1] - 隣接する塩尻市の中にある辰野町の飛び地に鎮座している。
- 塩尻市役所北小野支所[1]
- 辰野町役場小野支所[1]
- JA上伊那小野支所
- JA松本ハイランド北小野地域交流センター
- アルプス中央信用金庫小野支店
- 塩尻市辰野町中学校組合立両小野中学校[1]
- 辰野町塩尻市小学校組合立両小野小学校[1]
- 辰野町立小野図書館
- 塩尻市立図書館北小野分館
- チロルの森 - 約4 km
- 辰野町営バス「小野駅前」停留所 - 山口方面
- 塩尻市地域振興バス「小野駅」停留所 - 勝弦、みどり湖駅方面

## 隣の駅
東日本旅客鉄道（JR東日本）
■中央本線（辰野支線）
信濃川島駅 - 小野駅 - *（東塩尻信号場） - 塩尻駅
*打消線は廃止信号場

### 記事本文
1. 1 2 3 4 5 6 7 8 9 10 11 12 13 14 15 16 17 18 19  信濃毎日新聞社出版部『長野県鉄道全駅 増補改訂版』信濃毎日新聞社、2011年7月24日、57頁。ISBN 9784784071647。
2. 1 2 3 4 5  石野哲 編『停車場変遷大事典 国鉄・JR編 II』（初版）JTB、1998年10月1日、192頁。ISBN 978-4-533-02980-6。
3. ↑  歴史でめぐる鉄道全路線 国鉄・JR 5号、25頁
4. ↑  「日本国有鉄道公示第142号」『官報』1982年10月30日。
5. ↑  長野鉄道管理局 編『写真でつづる長野鉄道管理局の歩み』長野鉄道管理局、1987年3月10日、481頁。
6. ↑  歴史でめぐる鉄道全路線 国鉄・JR 5号、27頁
7. ↑  「辰野の駅―消えるトイレ JR東、宮木駅・信濃川島駅から撤去へ 地元、町に対応要望も」『信濃毎日新聞』信濃毎日新聞社、2015年9月18日、朝刊、29面。
8. ↑  『Suicaの一部サービスをご利用いただける駅が増えます』（PDF）（プレスリリース）東日本旅客鉄道、2013年11月29日。オリジナルの2019年2月14日時点におけるアーカイブ。2020年3月24日閲覧。
9. 1 2 3  “JR東日本：駅構内図・バリアフリー情報（小野駅）”.   東日本旅客鉄道. 2025年5月21日閲覧。

### 利用状況
1. 1 2  “各駅の乗車人員（2023年度）”.   東日本旅客鉄道. 2024年7月21日閲覧。
2. ↑  “各駅の乗車人員（2000年度）”.   東日本旅客鉄道. 2019年4月16日閲覧。
3. ↑  “各駅の乗車人員（2001年度）”.   東日本旅客鉄道. 2019年4月16日閲覧。
4. ↑  “各駅の乗車人員（2002年度）”.   東日本旅客鉄道. 2019年4月16日閲覧。
5. ↑  “各駅の乗車人員（2003年度）”.   東日本旅客鉄道. 2019年4月16日閲覧。
6. ↑  “各駅の乗車人員（2004年度）”.   東日本旅客鉄道. 2019年4月16日閲覧。
7. ↑  “各駅の乗車人員（2005年度）”.   東日本旅客鉄道. 2019年4月16日閲覧。
8. ↑  “各駅の乗車人員（2006年度）”.   東日本旅客鉄道. 2019年4月16日閲覧。
9. ↑  “各駅の乗車人員（2007年度）”.   東日本旅客鉄道. 2019年4月16日閲覧。
10. ↑  “各駅の乗車人員（2008年度）”.   東日本旅客鉄道. 2019年4月16日閲覧。
11. ↑  “各駅の乗車人員（2009年度）”.   東日本旅客鉄道. 2019年4月16日閲覧。
12. ↑  “各駅の乗車人員（2010年度）”.   東日本旅客鉄道. 2019年4月16日閲覧。
13. ↑  “各駅の乗車人員（2011年度）”.   東日本旅客鉄道. 2019年4月16日閲覧。
14. ↑  “各駅の乗車人員（2012年度）”.   東日本旅客鉄道. 2019年4月16日閲覧。
15. ↑  “各駅の乗車人員（2013年度）”.   東日本旅客鉄道. 2019年4月16日閲覧。
16. ↑  “各駅の乗車人員（2014年度）”.   東日本旅客鉄道. 2019年4月16日閲覧。
17. ↑  “各駅の乗車人員（2015年度）”.   東日本旅客鉄道. 2019年4月16日閲覧。
18. ↑  “各駅の乗車人員（2016年度）”.   東日本旅客鉄道. 2019年4月16日閲覧。
19. ↑  “各駅の乗車人員（2017年度）”.   東日本旅客鉄道. 2019年4月16日閲覧。
20. ↑  “各駅の乗車人員（2018年度）”.   東日本旅客鉄道. 2019年7月10日閲覧。
21. ↑  “各駅の乗車人員（2019年度）”.   東日本旅客鉄道. 2020年7月10日閲覧。
22. ↑  “各駅の乗車人員（2020年度）”.   東日本旅客鉄道. 2021年7月20日閲覧。
23. ↑  “各駅の乗車人員（2021年度）”.   東日本旅客鉄道. 2022年8月3日閲覧。
24. ↑  “各駅の乗車人員（2022年度）”.   東日本旅客鉄道. 2023年7月11日閲覧。